# 馬立克 (比哈爾)
馬立克，是印度比哈爾邦的穆斯林社羣。在加爾各答，孟加拉和巴基斯坦也找到他們，大約33000人。

## 歴史與起源
他們宣稱自己源自易卜拉欣·馬立克，一個出生在阿富汗加茲尼而祖先是巴格達人的蘇非派教士。
穆斯林在印度獨立前比哈爾邦人口13%，而馬立克佔穆斯林人口1/4，在巴特那和那爛陀也能找到他們。